# 博唐 (贝尔福地区省)
博唐（法語：Botans，法語發音：[bɔtɑ̃]）是法国勃艮第-弗朗什-孔泰大区贝尔福地区省的一个市镇，位于该省南部，和杜省接壤，属于贝尔福区和大贝尔福城市圈公共社区。

## 地理
博唐（47°35'48"N, 6°51'1"E）面积2.29 平方千米，位于法国勃艮第-弗朗什-孔泰大區贝尔福地区省，该省份为法国东北部内陆省份，东临上莱茵省，北起孚日省，西接上索恩省，南与杜省和瑞士接壤。
与博唐接壤的市镇（或旧市镇、城区）包括：昂代尔南、阿尔日耶桑、多朗、塞沃南。

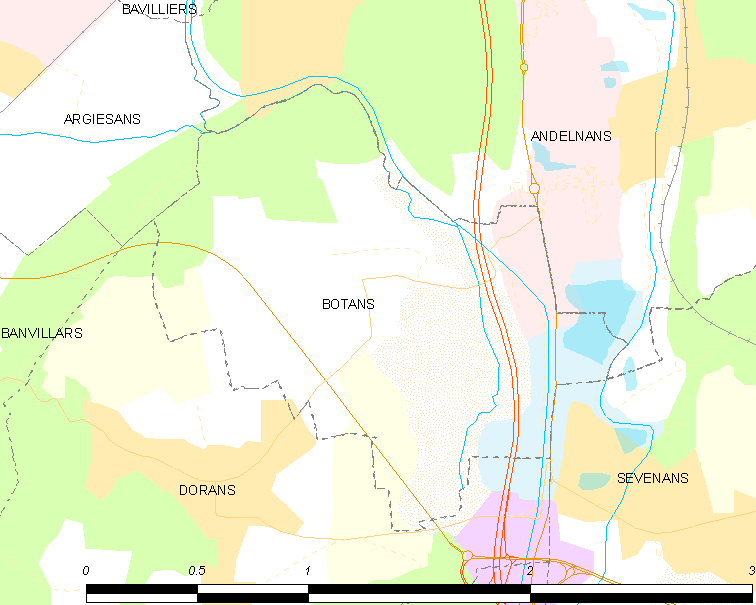
的OSM定位图

博唐的时区为UTC+01:00、UTC+02:00（夏令时）。

## 行政
博唐的邮政编码为90400，INSEE市镇编码为90015。

## 政治
博唐所属的省级选区为沙特努瓦莱福日县。

## 人口

1962-2008年间人口变化图示

博唐于2022年1月1日时的人口数量为248人。